# Ward (Arkansas)
Pour les articles homonymes, voir Ward.
Ward est une ville située dans l’État américain de l'Arkansas, dans le Comté de Lonoke.